# Konference ve Wannsee (film)
Konference ve Wannsee (v anglickém originále  Conspiracy) je britsko-americký televizní film z produkce HBO z roku 2001, který byl natočen podle skutečných událostí, resp. podle jediného paré dochovaného zápisu z jednání vysokých představitelů nacistického Německa na skutečné konferenci ve Wansee ze dne 20. ledna 1942.
Snímek režíroval Frank Pierson. Hrají Stanley Tucci, Kenneth Branagh, Colin Firth, Barnaby Kay, Ben Daniels, Brendan Coyle, Ewan Stewart, Dirk Martens, Ian McNeice, David Threlfall, Kevin McNally, Tom Hiddleston, Nicholas Woodeson a Owen Teale. Nejvýznamnější roli ztvárnil Kenneth Branagh, který zde hrál hlavní postavu nacistického pohlavára Reinharda Heydricha.
Konference primárně řešila konečné řešení židovské otázky.

## Obsazení
| Kenneth Branagh   | SS-Obergruppenführer Reinhard Heydrich |
| Stanley Tucci     | SS-Obersturmbannführer Adolf Eichmann  |
| Colin Firth       | SS-Brigadeführer Wilhelm Stuckart      |
| Ian McNeice       | SS-Oberführer Gerhard Klopfer          |
| Kevin McNally     | Martin Luther                          |
| David Threlfall   | Friedrich Wilhelm Kritzinger           |
| Ewan Stewart      | Georg Leibbrandt                       |
| Brian Pettifer    | gauleiter Alfred Meyer                 |
| Nicholas Woodeson | SS-Gruppenführer Otto Hofmann          |
| Jonathan Coy      | SS-Sturmbannführer Erich Neumann       |
| Brendan Coyle     | SS-Gruppenführer Heinrich Müller       |
| Ben Daniels       | Josef Bühler                           |
| Barnaby Kay       | SS-Sturmbannführer Rudolf Lange        |
| Owen Teale        | Roland Freisler                        |
| Peter Sullivan    | SS-Oberführer Karl Eberhard Schöngarth |
|                   |                                        |
|                   |                                        |
|                   |                                        |
|                   |                                        |
|                   |                                        |
|                   |                                        |
|                   |                                        |
|                   |                                        |
|                   |                                        |
|                   |                                        |